# سائو نیکولاو، دماغه سبز
سائو نیکولاو، کیپ ورد (به لاتین: São Nicolau, Cape Verde) یک جزیره در کیپ ورد است که در اقیانوس اطلس واقع شده‌است.

## خصوصیات
سائو نیکولاو ۱۲٬۷۶۹ نفر جمعیت دارد و ۱٬۳۴۰ متر بالاتر از سطح دریا واقع شده‌است.

## خواهرخوانده
شهر اوار خواهرخواندهٔ سائو نیکولاو، کیپ ورد هست.